# 高目・安目
高目・安目（たかめ・やすめ）とは、麻雀用語のひとつ。
待ちが複数ある聴牌で、ある待ちで和了した時にはつかない役が、別の待ちで和了した場合にはついたりするような状態のとき、点数が高くなる待ちを「高目」、安くなる待ちを「安目」という。高目・安目の点数の差が大きい場合や、3つ以上の点数の差がある場合、点数が一番高くなる待ちを「ド高目」、一番低くなる場合を「ド安目」（またはド低目）ということもある。

## 例
以下の点数は子の栄和(カッコは親の栄和)の点数とする。
上記のような聴牌形でリーチをかけたとき（六筒・九筒待ち）、六筒では三色同順とタンヤオが付いて40符4翻の満貫8000点(親12000点)となるが、九筒ではリーチのみの40符1翻で1300点(親2000点)になってしまう。この場合、六筒が「高目」、九筒が「安目」である。
上記のような聴牌形の場合、一筒では平和と純全帯么九と三色同順がついて6翻の跳満12000点（親18000点）となるが、四筒では平和のみの1000点（親1500点）になってしまう。この場合一筒が「高目」、四筒が「安目」となるが、点数にして12倍の落差があるため、一筒を「ド高目」、四筒を「ド安目」と表現する場合がある。
上記のような聴牌形（一筒・二筒・三筒・四筒・五筒待ち）では四筒で四暗刻の役満となり32000点(親48000点)(ダブル役満のルールだと64000点・親96000点)が得られるが、一筒では一盃口のみの40符1翻で1300点(親だと2000点)しか得られない。二筒・三筒・五筒では三暗刻のみの50符2翻で3200点(親だと4800点)である。この場合、四筒が「ド高目」、二筒・三筒・五筒が「高目」、一筒が「安目」である。このように点数に極端な差があるものも存在する。